# ハリケーン・カトリーナ
ハリケーン・カトリーナ (Hurricane Katrina) は、2005年8月末にアメリカ合衆国南東部を襲った大型ハリケーン。ハリケーンの強さを表すシンプソン・スケールで、最大時で最高のカテゴリー5、ルイジアナ州上陸時でカテゴリー3である。時間は全てアメリカ合衆国・カナダ中部夏時間、（UTC-5）である。

## 概要

### ハリケーンの発生から消滅まで

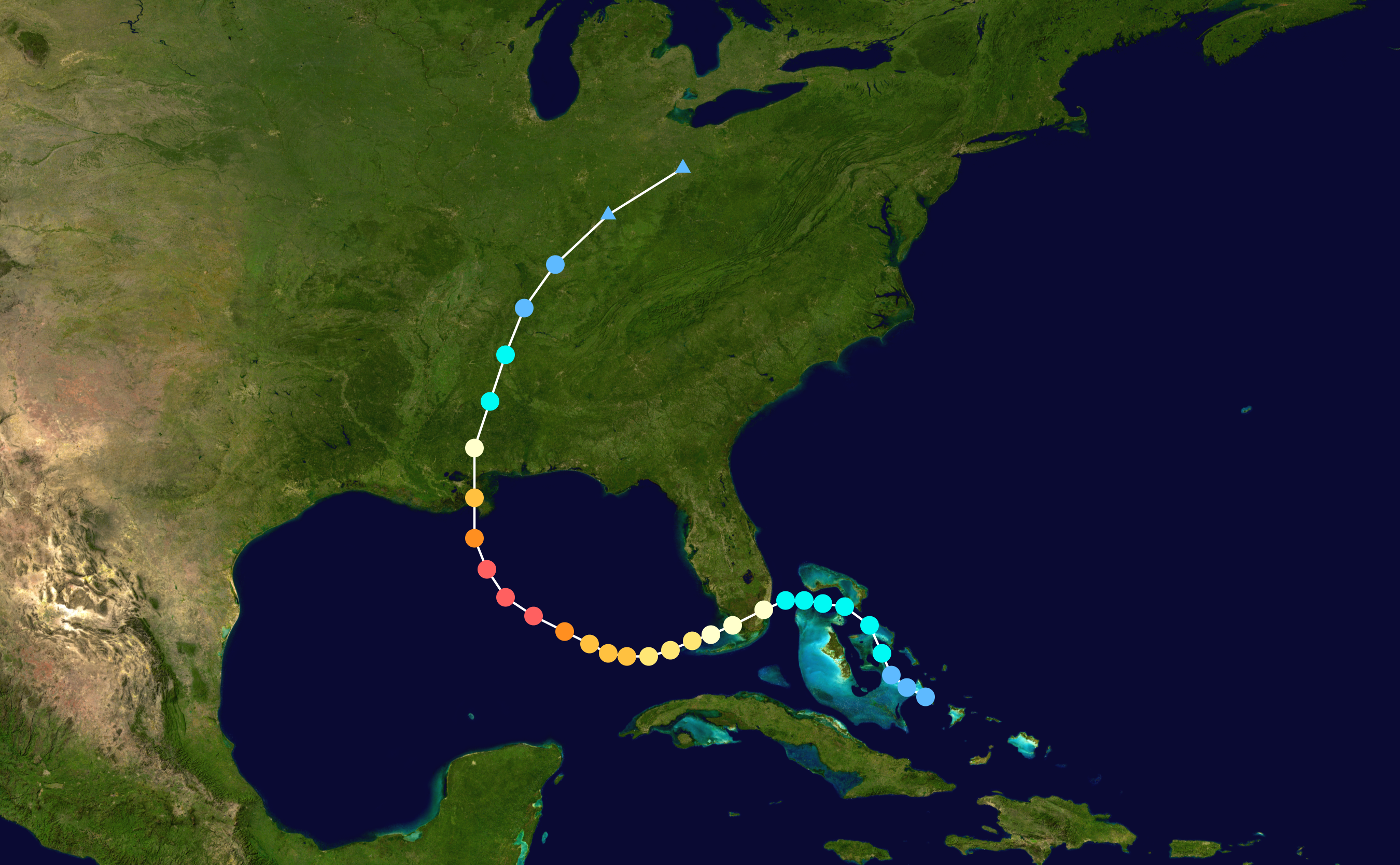
カトリーナの進路

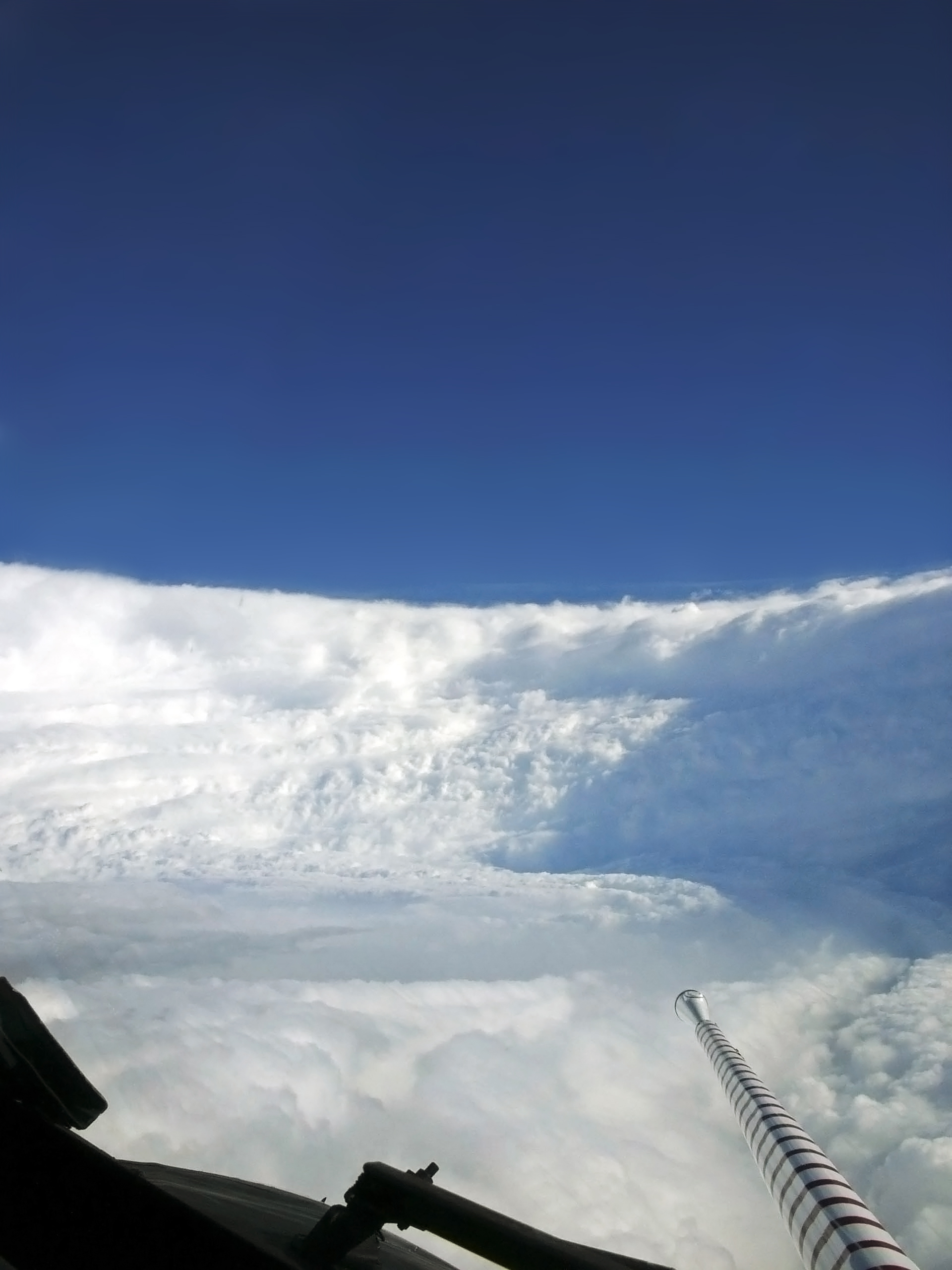
アメリカ海洋大気庁のハリケーンハンターから撮影したカトリーナの中心（2005年8月28日）

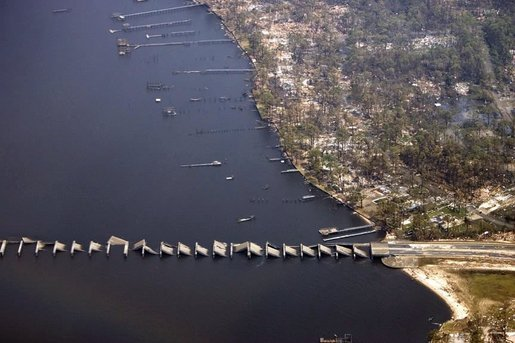
エアフォースワンから撮影した崩落した橋（2005年8月31日）

- 2005年8月23日、バハマ南東で熱帯低気圧が発生。小アンティル諸島方面から西進してきた10番目の熱帯低気圧の残骸と合体し、12番目の熱帯低気圧となる。
- 8月24日朝、11番目の熱帯性暴風となり、「カトリーナ」と名付けられる。
- 8月25日、ハリケーンとなりフロリダ半島に上陸。その後、いったんメキシコ湾に抜ける。フロリダでの死者7名。
- 8月28日、ブッシュ大統領はルイジアナ州に非常事態宣言、ニューオーリンズ市は48万人の市民に避難命令を発令。
- 8月29日、ルイジアナ州に再上陸。その後、勢力を落としながら北上。当初、死者は少なくとも55名と報道。
- 8月30日、ミシシッピ州の東部を通過中に熱帯性暴風になる。ニューオーリンズの8割が水没したとの報道。
- 8月31日、大統領が休暇を切り上げワシントンに戻る。カトリーナはカナダ南東部に達し、前線の一部となる。| 順位 | ハリケーン                  | 年     | 中心気圧 (hPa) |
| ---- | --------------------------- | ------ | -------------- |
| 1    | ウィルマ（Wilma）           | 2005年 | 882            |
| 2    | ギルバート（Gilbert）       | 1988年 | 888            |
| 3    | レイバー・デー（Labor Day） | 1935年 | 892            |
| 4    | リタ（Rita）                | 2005年 | 895            |
| 5    | アレン（Allen）             | 1980年 | 899            |
| 6    | カミーユ（Camille）         | 1969年 | 900            |
| 7    | カトリーナ（Katrina）       | 2005年 | 902            |
| 8    | ミッチ（Mitch）             | 1998年 | 905            |
| 8    | ディーン（Dean）            | 2007年 | 905            |
| 10   | マリア（Maria）             | 2017年 | 908            |

### ハリケーン通過後の動き

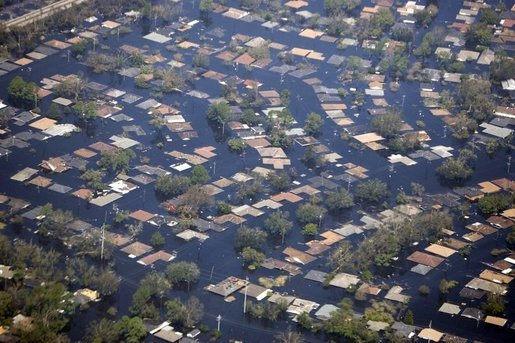
エアフォースワンから撮影したニューオーリンズ市（2005年8月31日）

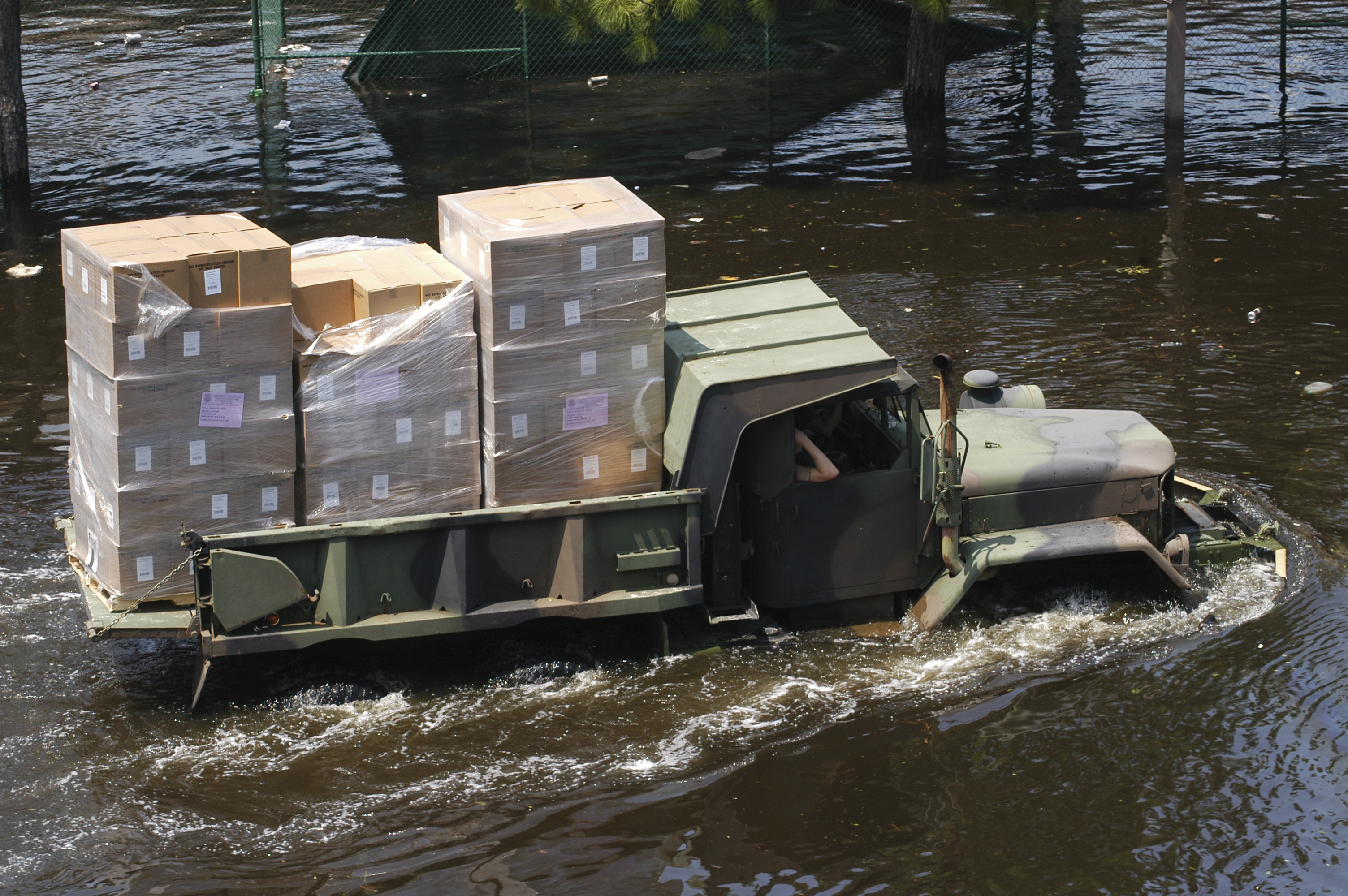
スーパードームに救援物資を運ぶ州兵のトラック（2005年9月1日）

- 9月2日、ルイジアナ州ニューオーリンズに、州兵1,200人が到着。食料・水・医薬品等の救援物資も到着。ブッシュ大統領がルイジアナ州、ミシシッピ州、アラバマ州を視察。アメリカ合衆国議会では復旧対策費として105億ドルの緊急補正予算が成立。
- 9月3日、スーパードーム等の避難所に避難していた住民約2万人の周辺地域への脱出が完了。死者は数千人に上ると政府高官が認める。大統領は被災地に兵士7,200人の派遣を命令。
- 9月4日、犠牲者の遺体の捜索、収容が始まる。復旧作業中の作業員9人が銃撃され、警察は容疑者5人を射殺。ライス国務長官、ラムズフェルド国防長官が被災地を訪問。
- 9月5日、冠水したニューオーリンズ市の排水作業が本格化。被害の軽い地域の住民が一時帰宅。大統領が被災地を再度訪問。災害救助にあたる米軍の数が5万人を超える。
- 9月7日、避難せずにニューオーリンズ市内に残る約1万人の住人に対して、強制的に退去させると発表。
- 9月8日、被災地の復旧費用を盛り込んだ総額518億ドルの追加補正予算が成立。

## 被害

### 罹災直後

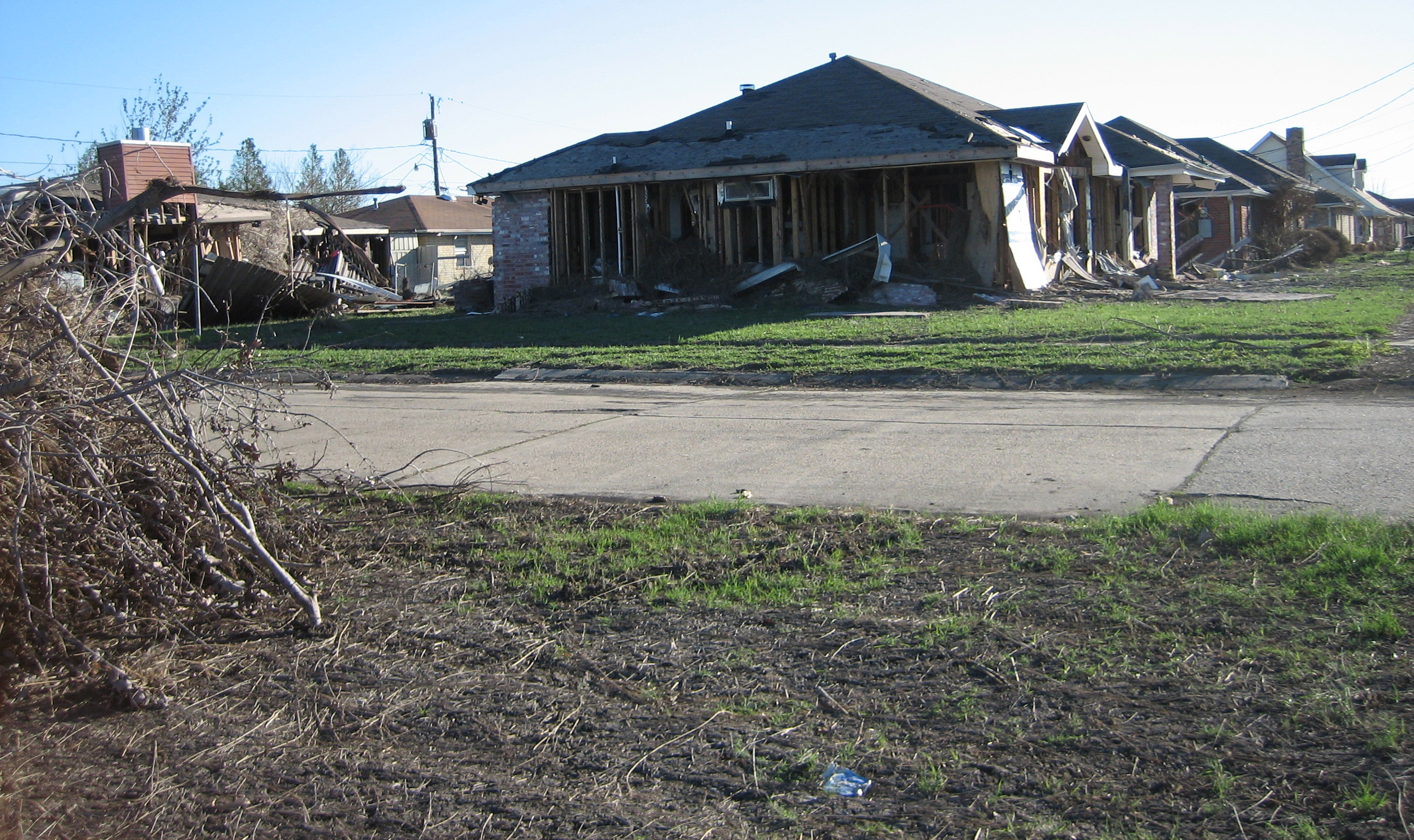
カトリーナで破壊された家

カリブ海沿岸、米南部などを中心に被害があり、フロリダ州などで死者が出たが、再上陸後のミシシッピ州、ルイジアナ州での被害が大きい。ミシシッピ州ではガルフポート、ビロクシといった湾岸都市、ルイジアナ州ではポンチャートレイン湖に面するニューオーリンズが壊滅的な被害を受けた。
ニューオーリンズでは湖及び工業水路の複数個所で堤防が決壊し、その結果、市内の陸上面積の8割が水没した。中でもアフリカ系アメリカ人が多く住むロウワー・ナインス・ワード、湖に面した高級住宅街レイクビューの各地区が特に大きな被害を受けた。上陸前から避難命令が出ていたにもかかわらず、死者は防げず、確認された死者は9月1日段階で数百人を超えた。この中には避難命令を受けた老人ホームの職員が真っ先に逃げ出したために自力で避難できなかった高齢者も少なからず含まれている。またヒューマン・ライツ・ウォッチの発表によれば、ニューオーリンズの刑務所で看守不在のまま受刑者600人以上が水や食料も与えられず4日間放置され、受刑者517人が行方不明になった。
罹災後、市の公共サービスは完全に麻痺し、市の完全封鎖を含む緊急事態宣言が出され、避難中の市民も他所に転出することが決まった。市内で最大の避難所ルイジアナ・スーパードームへの避難者はテキサス州アストロドームへ移転する。しかし行政が避難後の対応まで考慮していなかった影響で移転は全く進まず、しかも支援物資の不足により、高齢者などの衰弱死が相次いだ。たとえば避難命令の時点では、食料は避難者が持参するものとされていた。また、被災者名簿の作成が追いつかず新たな避難先に移転した際、家族と離れ離れになる被災者が続出している。市内の各地では廃墟のような街並みが広がり、遺体が水面を流れているといった光景が広がった。
避難命令があったものの、移動手段をもたない低所得者が取り残され、市内の食料品店などで略奪行為が続発した他、放火と見られる火災も起きている。2日でも避難者の移転作業が続いているが、略奪等により作業が妨げられていると市警察当局は非難した。市内では他にもレイプ、救援車両・医薬品輸送車への襲撃なども行われており、市内は無法地帯と化しているとの情報も流れた。そのため、州兵が現地に派遣され治安維持に当たった。

### 避難生活
約2万8,500人が避難しているヒューストンのアストロドーム球場では、感染性胃腸炎が集団発生するといった新たな被害が発生した。罹災から1週間以上が経過した7日までに感染症で150人が隔離された。また、テキサス州やミシシッピ州に移送された4人がビブリオ・バルニフィカスという細菌に感染し死亡した。

### 救援活動
救助活動は過酷で、任務にあたった警察官、州兵の中から、逃亡や自殺者が出た。

### 死亡・行方不明者統計
Hurricane Katrina Impactを参照。外務省によると、ミシシッピ州で日本人女性1人が犠牲となった。
| 州             | 死亡者数 | 備考                 |
| -------------- | -------- | -------------------- |
| ルイジアナ州   | 1,577    | 州外への避難民を含む |
| ミシシッピ州   | 238      |                      |
| フロリダ州     | 14       |                      |
| アラバマ州     | 2        |                      |
| オハイオ州     | 2        |                      |
| ジョージア州   | 2        |                      |
| ケンタッキー州 | 1        |                      |
| 合計           | 1,836    |                      |
| 行方不明者     | 135      |                      |

## 影響

### 原油価格の高騰
2004年より、中華人民共和国における需要増大などによって原油価格の上昇が続いてきたが、ハリケーン・カトリーナはさらなる高騰の要因となった。7月31日には1バレルあたり約60ドルだったものが、8月30日には一時70ドル超（ウェスト・テキサス・インターミディエイト）を記録した。ガソリン小売価格も全米で高騰する中、特にニューオーリンズからパイプラインで原油の供給を受けていたジョージア州アトランタでは、消費者のガソリン不足の不安に便乗する業者も現れ、1ガロンあたり5ドルを超える高値で販売する小売店もあった。ちなみに1年前の2004年9月上旬におけるアトランタでの平均小売価格は、1ガロンあたり1.6ドル程度である。
メキシコ湾沿岸は、アメリカ合衆国の主要な油田地帯であるが、ハリケーンの接近で原油産出の中断を余儀なくされた。また、ハリケーンにより原油精製施設も被害を受け、閉鎖に追い込まれた。復旧には数ヶ月かかるという見通しもある。アメリカ合衆国エネルギー省は、国内のガソリン価格上昇などを受けて、戦略備蓄石油を石油会社に貸し出すことを決定した。
国際エネルギー機関（IAE）は、日量200万バレルの緊急石油備蓄放出を決め、各国に協力を求めた。

### 穀物市場への影響

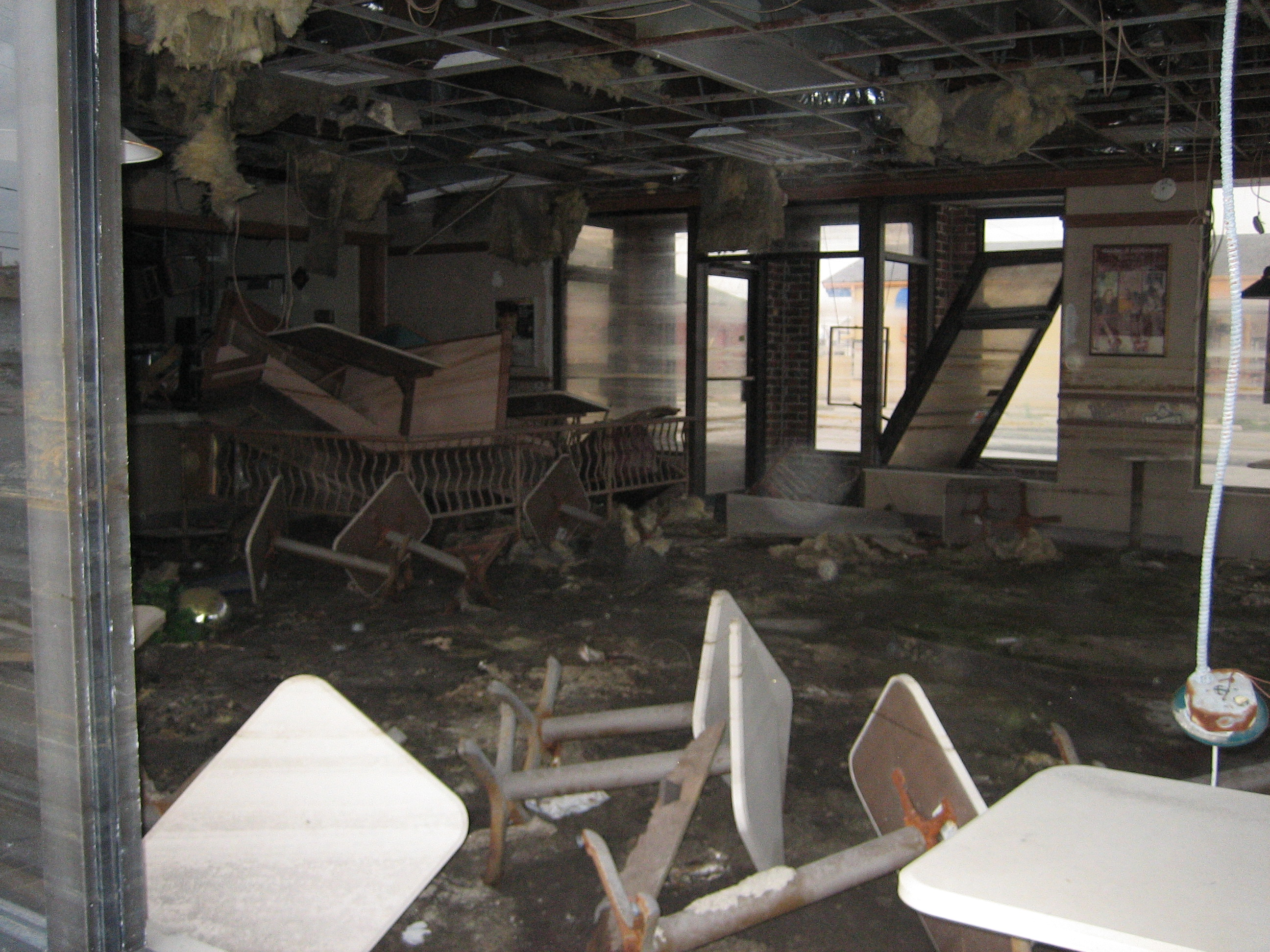
カトリーナによって閉鎖された、ファーストフード店ウェンディーズ

ニューオーリンズ近辺は、米国中部産穀物（小麦、大豆、トウモロコシ）の集散地である。罹災直後、シカゴ穀物先物市場では、積出の遅滞に伴う国内余剰懸念により先物価格が低落傾向にあり、日本においては逆に、先物価格が上昇するという状況になり、日本では国内の穀物価格の上昇及び物価への悪影響が懸念されたが、米国における復旧の進展、日本における備蓄調整により、影響は限定的なものにとどまった。

### 就学への影響
ルイジアナ州を中心に、大学など多数の高等教育機関が被害を受け、復旧の見通しが立たないため、学生の受け入れを当面せず大学を閉鎖することを表明する学校が多数出た。学生の救済のために、カナダを含む北米の大学は、転学者の受け入れなどを表明している。多くの州立大学では、自州出身者であることを条件にしている。ほか、私立学校では姉妹校であることなどを条件にしている。移動費用などは大学側が負担するところが多いが、申し込み期限は9月上旬を指定するものが多い。

### その他
- 9月7日に予定されていた米中首脳会談が延期された。
- アメリカ航空宇宙局（NASA）の湾岸に位置するスペースシャトル関連施設2ヶ所（燃料タンクを製造するニューオーリンズ郊外のミシュー組立工場と、エンジンの試験を担当するミシシッピ州のステニス宇宙センター）が被災し、大きな被害を受けた[3]。
- ロサンゼルスとオーランドを結んでいたアムトラックの長距離旅客列車「サンセット・リミテッド」号がニューオーリンズ - オーランド間で運行を中止し、当該区間の運行再開の目処は2016年現在も立っていない[4]。

## 救援活動
被災地では生存者の救出作業が優先されたため、遺体の収容作業が遅れた。
各地での災害への対応として、アメリカ国土安全保障省連邦緊急事態管理庁(FEMA)が対応にあたったほか、米上院では緊急支出を行った。世界各国も支援を表明し、企業・個人などによる義援金の提供も増加した。

## 政府の対応

### 被災者への救援策
市の8割が冠水したニューオーリンズ市民は、強制的に避難所や周辺地域での避難生活を余儀なくされる事となった。車を持たない黒人貧困層は市内に取り残され、強盗や殺人が多発して町は混乱、避難所でも食料不足が起こるなど救済策は不十分で、「これがアメリカか」と嘆かれた。ハーバード公衆衛生大学院の調査では、被災者の33%が負傷もしくは健康被害を受けており、被災者の52%がハリケーン用の保険に未加入だった。
- 具体的な支援策
  - 2,000ドル相当の買い物ができるデビットカードを被災地域に住んでいた住民に対して、1家族あたり1枚、合計約32万枚支給した。
  - 無料医療や感染症に関する情報提供のためのウェブサイト、無料の相談受付の設置[5]。
  - 被災者への避妊具やピルの無料支給、堕胎料の免除。ただし、このプロジェクトを担当していた団体が優生学支援団体から資金援助を受けていることがわかり、アフリカ系アメリカ人貧困層に対する体のいいバース・コントロールではないかという批判も起こった[5]。

### 政府の対応への不満
政府の対応が遅れた事に対してブッシュ大統領自ら認めたが、大統領が休暇中のテキサスの牧場から声明を発表していたことなどもあって政府に対する非難は各方面から噴出した。Floyd （フロイド、1999年）では、300万人を避難させた連邦緊急事態管理庁（FEMA）であるが、元連邦緊急事態管理庁（FEMA）南部本部長は組織改編による指揮系統の不備と職員の士気低下を指摘している。被害の最もひどかったルイジアナ州では、州兵の3分の1をイラクに送り込んでいる。それにより州兵が不足し、救助活動や治安維持が遅れたのだとの非難がある。これに対し大統領は「被災地支援にもイラクにも、十分な兵士がいる」と反論した。また、被災した地域の住民の多くはアフリカン・アメリカンであり、人種差別や貧困といった問題が被害を大きくした要因だとされ、政府を批判する発言が相次いだ。その後、住民の不満を抑える意味も含め、ライス国務長官が出身地でもあるアラバマ州を訪問した。
9月7日のCNNの調査では、「ブッシュ大統領の対応をどう評価するか」という質問に対して、「悪い」と答えた人が42%で、「良い」と答えた人の35%を上回った。また、その後行われた各機関による世論調査では、ブッシュ政権の支持率が過去最低の40%前後となった。
また、被災後の対応は議員の間でも問題視され、超党派の上下両院合同委員会を設置して、連邦政府や地元自治体の対応の問題点を究明する事となった。さらに連邦緊急事態管理庁（FEMA）のブラウン局長に責任があるとして、解任すべきだという意見が高まり現地責任者からはずした。しかし、名目上は更迭ではなく「ワシントンで組織全体の指揮に戻す」としている。
災害対応を担った国土安全保障省に移籍した22の機関は物理的にもマニュアル上も分散しており、埋まっていない上級職も多数存在した。これらの機関は同じ国土安全保障省の機関であるにもかかわらず、組織改編前と変わらず意思疎通がされていなかった。また、国土安全保障省に税務局や入国管理局などを編入したことにより、FBIが国土安全保障省に対して対抗意識を持ち、両組織の協力に少なからず影響が出た。

## ボランティア
現地での直接の支援のほか、被災者のために、錯綜する報道やその他の経路からの情報を整理してインターネットで公開しようという動きがある。そのうちのひとつ、nola-intel.org では24時間体制で作業するため、日本やオーストラリアからもボランティアが参加していた。サイトはMediaWikiを使っており、誰でも編集・参加が可能であった。
また安否確認に、Freenodeでインターネット・リレー・チャットで専用チャンネルが設けられ、情報が交換されている。
この他、アマチュア無線家が通信手段の確保に貢献している。

## 各国からの支援
当初、アメリカのブッシュ大統領はテレビ番組のインタビューで、アメリカは自分の面倒は自分でみられると述べていたが、その後20ヵ国以上の支援表明を受け、あらゆる支援を受け入れると表明した。9月8日現在では、95ヵ国（機関）が支援を表明しており、その総額は10億ドルに上る。アメリカは49ヵ国（機関）の支援を受け入れている。

### 各国政府による主な支援一覧
| 国・地域         | 金額       | 具体内容 |
| ---------------- | ---------- | --- |
| 日本             | 150万ドル  | アメリカ赤十字社に対する20万ドルの資金供与とフロリダ州に所有する緊急援助物資（テント、毛布、発電機、簡易水槽等）の備蓄倉庫より、30万ドル相当までの必要かつ供与可能な物資を供与する用意があると表明。その後最大50万ドル相当の緊急援助物資を供与する方針を追加表明。 |
| 中国             | 510万ドル  | |
| ベネズエラ       |            | 100万バレルのガソリンを提供する方針表明。 |
| 欧州連合(EU)     |            | アメリカからの正式な支援要請を受け、応急手当て用機材5万セット、折りたたみ式ベッド2万5,000台、給水車15台などを送る方針を表明。 |
| バングラデシュ   | 100万ドル  | |
| インド           | 500万ドル  | |
| アフガニスタン   | 10万ドル   | |
| 大韓民国         | 3000万ドル | 現金と救援品。救援品はアメリカが拒否。 |
| クウェート       | 5億ドル    | 4億ドル相当の石油製品と現金1億ドル |
| アラブ首長国連邦 | 1億ドル    | |
| カタール         | 1億ドル    | |
| オーストラリア   | 1000万ドル | |
| サウジアラビア   | 500万ドル  | |
| スリランカ       | 2.5万ドル  | |
| 北朝鮮           |            | 赤十字社を通じて見舞いの書簡を送った |

また、キューバは翌2006年に行われた第1回WBCで準優勝し、その賞金を全額カトリーナ被災地への寄付金とした。明確な金額は報じられていない。詳しくは、WBCのキューバ問題を参照。

### 民間団体・個人による主な支援一覧
| 民間団体・個人                    | 金額          | 備考                                                                             |
| --------------------------------- | ------------- | -------------------------------------------------------------------------------- |
| （株）豊田自動織機                | 30万ドル      |                                                                                  |
| （株）デンソー                    | 7.5万ドル     |                                                                                  |
| スズキ（株）                      |               | 四輪バギー車15台と船外機20台+義援金                                              |
| ヤマハ発動機                      |               | 義援金と同社製品の計5000万円相当                                                 |
| 日本プロ野球組織（NPB）           | 500万円       |                                                                                  |
| NHK                               |               | 日本赤十字との合同。視聴者からの募金による救援金                                 |
| インテル                          | 100万ドル     | +義援金                                                                          |
| シェブロン                        | 500万ドル     |                                                                                  |
| JPモルガン・チェース              | 300万ドル     |                                                                                  |
| オフィス・デポ                    | 400万ドル     |                                                                                  |
| トヨタ自動車                      | 500万ドル     |                                                                                  |
| 日産自動車                        | 75万ドル以上  | ピックアップトラック50台                                                         |
| ホンダ                            | 500万ドル     |                                                                                  |
| 新潟県                            | 9000ドル      |                                                                                  |
| プロバスケットボール協会（NBA）   | 100万ドル以上 |                                                                                  |
| 大リーグ機構（MLB）               | 100万ドル以上 |                                                                                  |
| アイシン                          | 6万ドル       |                                                                                  |
| ウォルマート                      |               | 水・毛布・おむつなど生活必需品を被災地に送り、アメリカ企業では最大の寄付となった |
| [個人] ランス・アームストロング   | 50万ドル      | 自転車選手。がん患者の移送と治療の為に。                                         |
| [個人] P・ディディ、ジェイ・Z     | 100万ドル     | 共同で。                                                                         |
| [個人] ニコラス・ケイジ           | 100万ドル     | 俳優                                                                             |
| [個人] スティーヴン・スピルバーグ | 150万ドル     | 映画監督。アメリカ赤十字社と「ブッシュ＝クリントン・カトリーナ基金」に半分ずつ。 |
| [個人] 中島美嘉                   |               | 歌手。チャリティ・シングル『ALL HANDS TOGATHER』の売り上げの一部                 |
| [個人] ジョージ・ウィンストン     |               | ピアニスト。チャリティ・アルバムの売り上げ                                       |

## その他
- 当時、広島東洋カープに所属していたマイク・ロマノ選手の自宅が全壊し、8月31日に緊急帰国した。広島選手会は見舞金として1,000ドル程度を送った。
- 米アイダホ州のテレビ局KPVIで気象予報士のスコット・スティーヴンズが、「カトリーナは日本のヤクザが原子爆弾投下の報復として、ハリケーンや台風を人工的につくり出すロシア製機器を購入して発生させた」という根拠がない論理を展開した。後日このスティーヴンズは9年間勤務していた局を退職した[10]。
- 在ニューオーリンズ日本国総領事館(2008年1月にナッシュビルに移転し閉鎖)は、ニューオーリンズ市長による強制退避命令を受け、8月28日から数日間在ヒューストン日本国総領事館に領事機能を移転していた。29日から設置された対策本部においては、外務本省やヒューストン総領事館の協力の元、在留邦人の安否確認を電話や避難所訪問、邦人宅への訪問などで行った。[11]
- 輪番で使われていた国際名Katrinaは永久欠番となり、代わりにKatiaという国際名が補充された。

## 備考

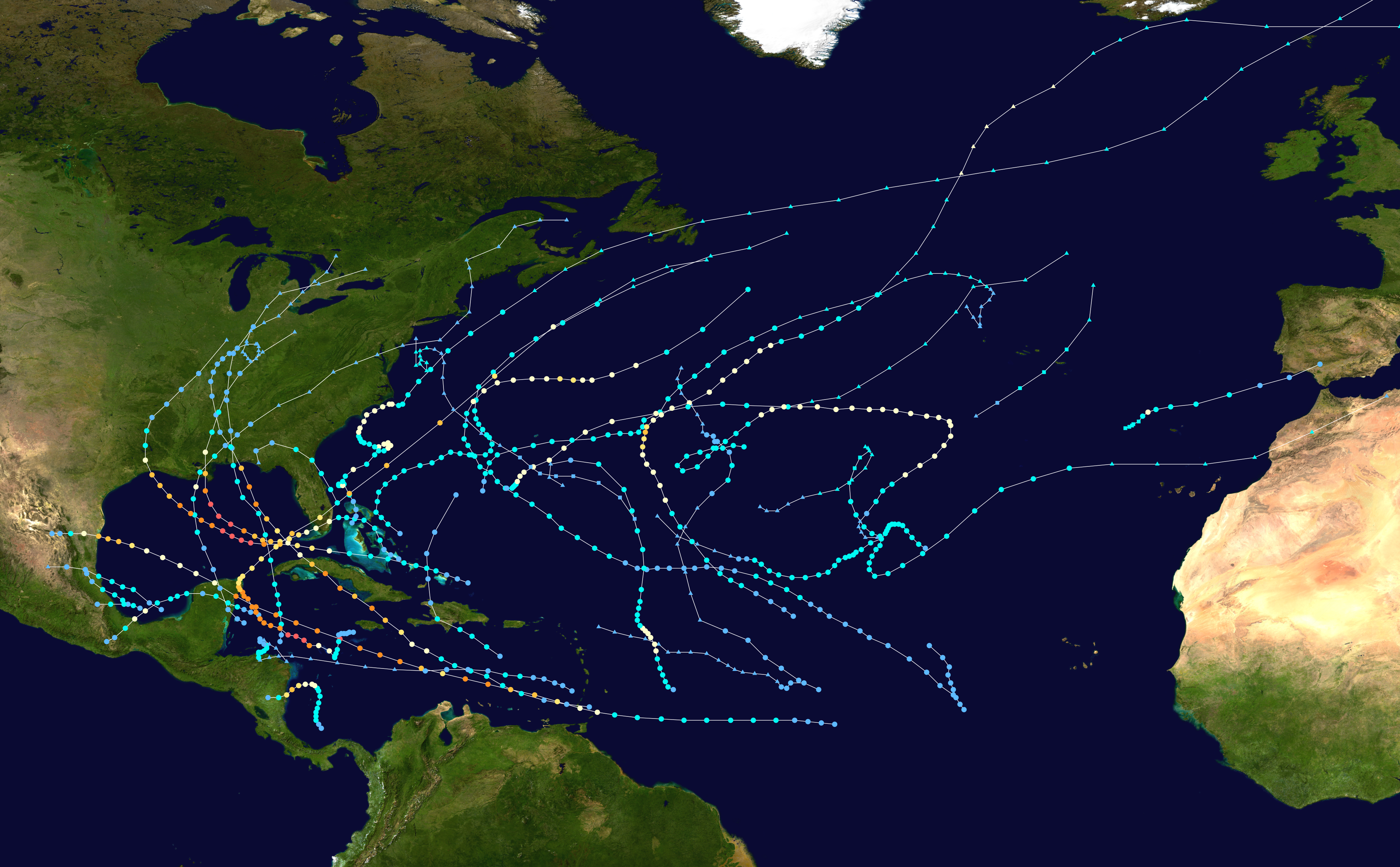
2005年の大西洋ハリケーンの軌跡の地図

2005年は、大西洋地域におけるハリケーンの活動が、発生数の面でも勢力の面でも史上最高といえるほど活発な年であった。また、大西洋ハリケーンに関する多数の記録が生まれた年でもあった。
発生数は27個で、それまでの最多記録であった21個（1933年）を大幅に更新した。北大西洋のハリケーンの名前リストは「年次リスト」と呼ばれ、頭文字のアルファベット順に21種類（Q、U、X、Y、Zの5文字は使わない）の人名のリストをあらかじめ6セット用意し、1年ごとに1セットずつAから順に使用され、6年間かけて6セットのリストを一巡すると再び1セット目に戻るループである。リストの後半にあるVやWなどから始まる名前は、ハリケーンが多数発生した場合にのみ使用されるため、実際には使用された例がほとんどない。21個を上回る数のハリケーンが発生しリスト上の名前を使い果たした場合は、「α（アルファ）、β（ベータ）、γ（ガンマ）」などのギリシア文字を順に続けていくことになっているが、この年は初めてハリケーン発生数が21個を越えたことで、史上初めてとなるギリシア文字のハリケーン「アルファ」が登場し、これだけでも前例のない事例となったが、そればかりかその後も次々と熱帯低気圧が発生し、最終的に6番目のギリシャ文字となる「ゼータ（ζ）」まで使用されるという異例の記録が生まれた。
この「カトリーナ」や「ウィルマ」など、記録的な勢力になったハリケーンも多く、カトリーナは特に甚大な被害をもたらしたために世界に衝撃を与えたほか、ウィルマは最低気圧882hPaを記録し大西洋におけるハリケーンとしては過去最強の勢力となった。